# Ужичка република (серија)
Ужичка република је назив југословенског партизанског филма из 1974, који прати настанак и пад Ужичке републике и љубавну везу између шпанског добровољца Боре и учитељице Наде. 1976. је емитована мини-серија Ужичка република од пет епизода са материјалом који је избачен из филма због предугог трајања.

## Радња филма
Неколико месеци након што је Вермахт приморао југословенску краљевску војску на капитулацију у Априлском рату, Боро, шпански борац и прекаљени комуниста, добије задатак да организује устанак у западној Србији. Организовани отпор се претвара у масовни устанак против окупаторских снага. Партизани, предвођени Комунистичком партијом Југославије успевају да истерају Немце са велике територије која ће касније постати позната под именом Ужичка република. Народ се окупља око партизана и убрзо су ослобођени Бајина Башта, Пожега, Ужице, Чачак. Врховни штаб партизанске војске долази на ослобођену територију. Међутим, снаге одане краљу Петру II имају другачије планове.

## Улоге
| Глумац             | Улога                                   |
| ------------------ | --------------------------------------- |
| Борис Бузанчић     | Бора                                    |
| Божидарка Фрајт    | Нада                                    |
| Аљоша Вучковић     | капетан ВКЈ / партизански командир Лука |
| Раде Шербеџија     | мајор ВКЈ Коста Барац                   |
| Марко Николић      | Клакер                                  |
| Бранко Милићевић   | Миша                                    |
| Милутин Мићовић    | Радован                                 |
| Неда Арнерић       | Јелена                                  |
| Душан Војновић     | Сава                                    |
| Петар Прличко      | пекар Пера                              |
| Ружица Сокић       | Мира                                    |
| Бата Камени        |                                         |
| Мија Алексић       | мајстор Тоза                            |
| Жарко Јокановић    | дечак са хлебом                         |
| Миодраг Лазаревић  | пуковник ВКЈ Драгољуб Михаиловић        |
| Васа Пантелић      | Драги Симић                             |
| Марко Тодоровић    | Јосип Броз Тито                         |
| Богољуб Петровић   | капетан ВКЈ Ђорђевић                    |
| Иван Јагодић       | Илија                                   |
| Павле Богатинчевић | Политичар                               |
| Јанез Врховец      | Партизански поп                         |
| Миле Рупчић        | Славко                                  |
| Драган Оцокољић    | Доктор                                  |
| Петар Банићевић    | Немачки пуковник                        |
| Божо Јајчанин      | Капетан Худсон, енглески официр за везу |
| Данијел Обрадовић  | Гаврило, Радованов отац                 |
| Драган Спасојевић  | Дача                                    |
| Франц Мостнав      | Немачки генерал                         |
| Јан Хендрикс       | Немачки мајор                           |
| Карл Менер         | Пуковник Хелм                           |